# Claire's

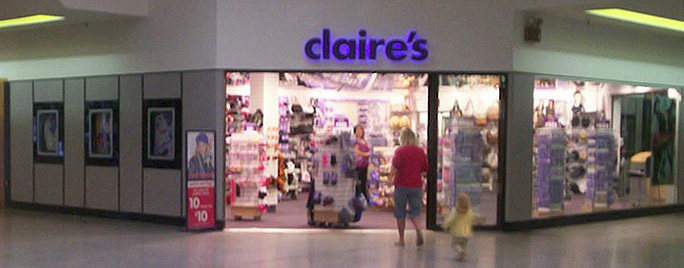
Tienda de Claire's, Alpena, Míchigan

Claire's es una cadena estadounidense de tiendas de accesorios y joyas para jóvenes de 7-99. Tiene su sede en Hoffman Estates, Illinois en Gran Chicago,
 y oficinas en Pembroke Pines, Florida en Gran Miami. En 2006 Claire's gestionó cerca de 3.000 tiendas en los Estados Unidos (incluyendo Puerto Rico y las Islas Vírgenes Estadounidenses)República Dominicana, Reino Unido, Irlanda, Francia, Suiza, España, Alemania, Bélgica, Chile y los Países Bajos.